# Referendo

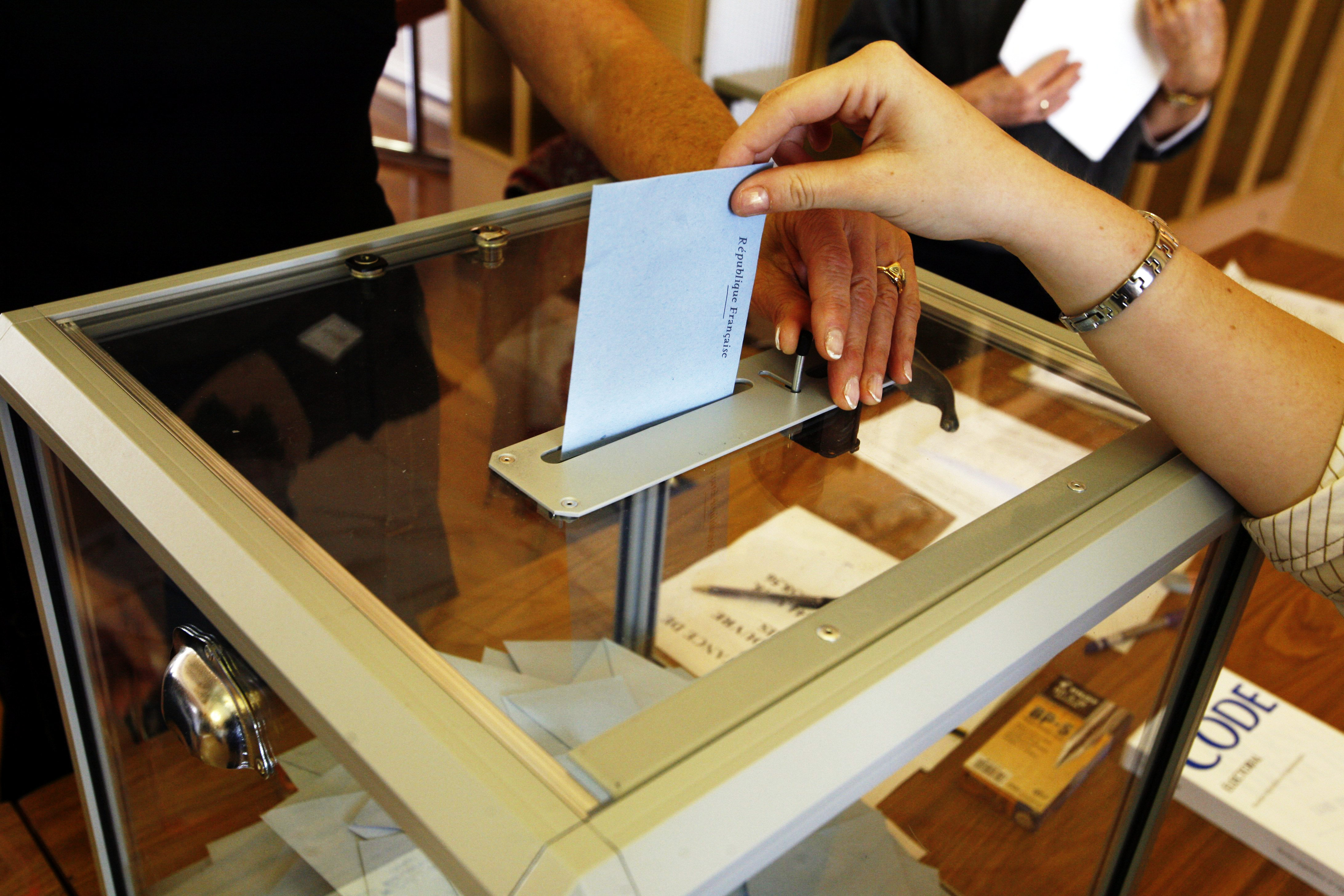
Segunda vuelta de las Elecciones Presidenciales de Francia 2007.

Un referendo o referéndum es un procedimiento jurídico y político por el que se somete al voto popular, leyes o actos administrativos para su ratificación.
Es el mecanismo de democracia directa por antonomasia y en la actualidad también complementa el régimen de democracia participativa, potenciando la intervención directa del cuerpo electoral.
Se trata de un procedimiento para tomar decisiones por el cual los ciudadanos ejercen el derecho de sufragio para decidir acerca de una decisión de resolución mediante la expresión de su acuerdo o desacuerdo. Para llegar al acuerdo tiene que haber la mayoría absoluta entre los otros votos.

## Clasificación
Se pueden encontrar diferentes clasificaciones. Una clasificación no excluye la otra, se pueden dar diferentes combinaciones. 

### Según el objeto
- Referendo constitucional: si el objeto es tema relacionado con una constitución.
- Referendo legal: Si el objeto está relacionado con una ley constitucional.
- Referendo revocatorio: Si el objeto es revocar un mandato de elección popular.
- Referendo de independencia: Si el objeto es la declaración de independencia

### Según el fundamento
- Referéndum obligatorio o preceptivo: Si el fundamento de su celebración es la exigencia propia del ordenamiento.
- Referéndum facultativo: Si el fundamento es la convocatoria de un órgano concreto. En caso de ser además consultivo la figura se aproximaría al concepto de plebiscito.
- Referéndum decisorio: Cuando el resultado se hace efectivo y vinculante.
- Referéndum consultivo: Cuando el resultado implica únicamente la manifestación de la voluntad general o popular de forma no vinculante. En caso de ser además facultativo la figura se aproximaría al concepto de plebiscito.
- Plebiscito: De plebi (la plebe, plebeyos, pueblo) y scito del latín (tener en cuenta). Es una consulta cuyo resultado implica la manifestación de la voluntad general o popular, de forma no vinculante, pero de carácter facultativo, para legitimar una acción política de soberanía o transformación de un Estado. El plebiscito es utilizado para someter a consideración del pueblo acciones o decisiones tan importantes para la sociedad, como su independencia o forma de gobierno, antes de su ejecución. Se diferencia del referéndum, cuyo alcance es una decisión mucho más restringida,  porque se permite al pueblo emitir su voto para aprobar o rechazar la concepción, modificación o derogación de una normativa o ley. Uno de los ejemplos más notables de Plebiscito es el que fue convocado el 2 de junio de 1946 para decidir la forma de gobierno del Estado Italiano.
- Referéndum constitutivo o de ratificación: Cuando el efecto es aprobar una disposición.

### Según su carácter
- Referéndum propositivo: A través de él se podrán proponer nuevas leyes.
- Referéndum abrogativo: Podrá derogar leyes vigentes de igual o menor jerarquía que las propuestas.
- Referéndum aprobativo: mediante este referéndum podrán aprobarse leyes que lleguen al parlamento por vías participativas, como las Iniciativas Legislativas Populares (ILP).

### Según el resultado
- Referéndum vinculante: Cuando el resultado tiene validez jurídica. Puede ser necesario que se cumpla un mínimo de participación ciudadana (quórum).

## Uso en la democracia directa de Suiza
Según la Constitución de Suiza, el pueblo suizo dispone de dos tipos de herramientas de participación ciudadana: el referéndum (facultativo u obligatorio) y la iniciativa legislativa popular. Si una iniciativa popular reúne el mínimo de firmas, la propuesta se somete a referéndum. Todos los referéndums son vinculantes.
El pueblo suizo puede derogar una ley ratificada por el Parlamento, si se reúnen 50.000 firmas en un espacio de cien días tras la promulgación de la ley, para obligar al gobierno a someter el asunto a votación pública, mediante un referéndum facultativo.
Si la decisión parlamentaria concierne normas constitucionales o el derecho internacional se usa el referéndum obligatorio.
A nivel federal, un asunto que está sujeto a una iniciativa popular o a un referéndum obligatorio solo es aprobado, si se consigue una doble mayoría, (mayoría en electorado y cantones).
También existe la herramienta de la iniciativa popular y referéndum a nivel municipal y cantonal.

### Efecto indirecto
La posibilidad de realizar un referéndum vinculante después de aprobar una ley en el parlamento, provoca que los partidos políticos tengan más cuidado antes de aprobarlas, prestando más atención a la opinión de los ciudadanos, ya que todo su trabajo podría ser inútil.

## Regulación y uso en América
La activación de referendos no es una novedad en Iberoamérica, como tampoco es una particularidad de regímenes democráticos. Durante el siglo XX, varios países de la región convocaron referendos, tanto durante gobiernos autoritarios (Bolivia 1931, Perú 1919, Uruguay 1942), en democracias frágiles (Brasil 1963) y en democracias consolidadas o en consolidación (Argentina 1984, Uruguay en numerosas ocasiones). Sin embargo, en las últimas décadas ha habido un incremento en la cantidad de consultas y también cambios esenciales en la creciente regulación de mecanismos de democracia directa (MDD). La mayoría de los referendos convocados antes de los noventa e incluso varios de los convocados posteriormente, se produjeron a pesar de no existir marcos regulatorios para dichas activaciones. Claro que hay excepciones –en Uruguay y Venezuela el referéndum había sido introducido en las constituciones de 1934 y 1961 respectivamente. Sin embargo, en estos casos, los ciudadanos no podían activar MDD “desde abajo”. En 1970 un solo país de Iberoamérica  regulaba la activación de MDD por parte de la ciudadanía, vía reunión de firmas, entre otros requisitos (Uruguay, Constitución de 1967). Para 2015 de 18 países de la América continental y República Dominicana, 9 los incluyen, en una ola iniciada con la Constitución colombiana de 1991. De forma semejante, en la actualidad son once los países que regulan el referendo obligatorio, principalmente para ratificar cambios constitucionales. Solo unos pocos países no permiten a las autoridades (presidente o congreso) llamar a consulta (El Salvador, Panamá, Paraguay y Perú).

## Chile
En Chile se utilizó el mecanismo del plebiscito para aprobar o rechazar la Constitución de 1925. En septiembre de 1924 el Congreso Nacional recién elegido en marzo de ese año, fue disuelto. El Presidente, cuyo mandato constitucional terminaba en diciembre de 1925, salió del país y el gobierno fue asumido por Juntas Militares. En 1925, la Junta de Gobierno llamó al poder nuevamente al Presidente Arturo Alessandri. Éste designó a una asamblea consultiva para estudiar una amplia reforma a la Constitución vigente desde 1833. Se pensó convocar a elecciones para una Asamblea Constituyente, pero en definitiva no se hizo.
Con el acuerdo de las principales fuerzas políticas, se convocó a un plebiscito para el 30 de agosto de 1925. Hubo acuerdo en casi todas las reformas a la carta, excepto en lo referente al régimen político: presidencial o parlamentario. Los ciudadanos fueron llamados a optar por uno de 3 votos:
a) El voto Rojo, apoyado por el presidente, con un sistema presidencial, y que fue el texto original de la Constitución de 1925.
b) El voto Azul, que era el mismo texto, pero con la facultad de la Cámara de Diputados de otorgar o negar su confianza al Gabinete, y la posibilidad del Presidente para disolver esta corporación.
c) El voto Blanco, por medio del cual la ciudadanía rechazaba reformar la Constitución.
Sobre un universo electoral de 302.142 inscritos en los nuevos registros electorales, votaron 134.421 ciudadanos. De ellos, 127.483 lo hizo por la cédula o voto rojo (94,8%); 5.448, por el voto azul (4,4%); y 1.490 por el voto blanco (0,8%). La abstención fue de 167.721 electores.
La constitución de 1925 en su artículo 109, contemplaba la posibilidad de un plebiscito para resolver las diferencias entre el presidente y el Congreso, a propósito de una reforma constitucional, pero ese mecanismo nunca se utilizó.
Durante la dictadura militar, se utilizó 3 veces el plebiscito; una para aprobar la Constitución, en septiembre de 1980; la segunda para aprobar o rechazar un nuevo período presidencial para Augusto Pinochet, el 5 de octubre de 1988, en el cual ganó la opción NO; y la tercera para introducirle las primeras 54 reformas a la Constitución de 1980, en julio de 1989. 
Durante la etapa democrática sólo vino a utilizarse nuevamente en 2020, en el plebiscito llamado "de entrada", para decidir si se convocaba a una asamblea o convención constitucional. Se realizó el 25 de octubre de 2020. Se contempló otro plebiscito para aprobar o rechazar la propuesta constitucional de la Convención, que ha sido llamado plebiscito "de salida". Todo ello está regulado en la Ley 21.200, y sus reformas posteriores.
El 4 de septiembre de 2022 se realizó el plebiscito antes señalado. Votaron poco más de 13.021.000 de ciudadanos. La opción rechazo obtuvo 7.882.958 votos, correspondiente al 61,86%; y la opción apruebo, 4.860.093 votos, que representa el 38.14%. La participación fue del orden del 85 a 86%, sobre un universo de cerca de 15 millones de ciudadanos habilitados para votar. Conforme a la Constitución, el voto para este plebiscito fue obligatorio, dado que desde 2012 en Chile el voto es voluntario.

## Perú
En Perú existió un antecedente de referéndum para el caso de la reincorporación de Tacna al Perú. En 1913 se realizó un plebiscito por parte del presidente Guillermo E. Billinghurst para reformar la constitución de 1860, acción que se repitió en el gobierno de Óscar Raimundo Benavides. La Asamblea Constituyente de 1978 propuso incluir el término «referéndum», caso que se consiguió en la Constitución de 1993.
Actualmente, como parte de su Estado de Derecho, cuenta con la Ley de los Derechos de Participación y Control Ciudadano. Esta ley fue reactivada en 2001 por iniciativa de Javier Diez Canseco y Daniel Estrada luego de su derogación en los años 1990. Sin embargo, en 2022, el Congreso de la República aprobó una controvertida restricción para que el Estado pueda promulgar referendos sin contar su previa supervisión, que entró en una posterior demanda de inconstitucionalidad. Meses después, el Tribunal Constitución declaró infundada la demanda porque «no vulnera la competencia del Poder Ejecutivo de dirigir la política general de gobierno».

## Uso extraordinario
Algunos países con sus órganos representativos (parlamentos), también utilizan el uso del referéndum vinculante para casos de extrema importancia para el país. Algunos ejemplos son:
- En Irlanda, cuando la Constitución del Estado irlandés Libre fue sustituida por la Constitución de Irlanda por el plebiscito el 1 de julio de 1937.
- El 6 de diciembre de 1978, el referéndum para la ratificación de la Constitución española.
- En 1980, el primer referéndum sobre la independencia de Quebec.
- El referéndum de 1980 en Chile donde se votó por la aprobación de la Constitución de 1980, firmada y redactada por la dictadura de Augusto Pinochet, que es la que rige actualmente. En Chile esta Constitución ha sido objeto de dudas por su carácter antidemocrático e ilegítimo de su origen, ya que además se considera que su referéndum fue fraudulento. Sin embargo, por aplicación del principio de Seguridad Jurídica se ha consolidado, incluso por detractores de la dictadura de Pinochet.
- El referéndum sobre la permanencia de España en la OTAN en 1986.
- El referéndum de 1988 en Chile donde se votó por la no continuidad en la presidencia de Augusto Pinochet. Un año después, en el referéndum de 1989 se aprobaría una reforma constitucional que introduciría 54 modificaciones a la Constitución de 1980.
- En 1992, el referéndum en Canadá sobre el Acuerdo de Charlottetown.
- En 1993, el referéndum en Perú para aprobar la nueva constitución creada por el Congreso Constituyente Democrático.
- En 1995, el segundo referéndum sobre la independencia de Quebec.
- En 1999, se produjeron 2 referéndum, uno para convocar una Asamblea Nacional Constituyente y otro para la aprobación de la nueva constitución de Venezuela.
- En 2003, cuando Andrés Manuel López Obrador convocó a los habitantes del Distrito Federal (México) a votar sobre la continuidad de su gobierno 3 años más y ganó el referéndum con más del 75% de los votos. Dicho ejercicio fue organizado por su propio Gobierno y no por la autoridad electoral.
- En 2004, el difundido referéndum revocatorio convocado en Venezuela para que los votantes evaluasen el desempeño del Presidente Hugo Chávez, donde resultó ganador.
- Los diversos referéndum de ratificación del Tratado por el que se establece una Constitución para Europa en varios países de la Unión Europea.
- En 2006, el importante Referéndum de ampliación del Canal de Panamá, el cual fue aprobado.
- En 2007, referéndum en Costa Rica para aprobar un tratado de libre comercio con América Central, República Dominicana y Estados Unidos conocido como CAFTA-RD aprobado con un 51.62% a favor y un 48.38% en contra.
- En 2007, referéndum en Venezuela para aprobar la reforma constitucional propuesta por el presidente de la República Hugo Chávez el cual no fue aprobado.
- En 2008, se realizó en Ecuador, el referéndum aprobatorio, elaborada por la Asamblea Nacional Constituyente, creada en el año 2007.
- En 2008 se realizaron en Bolivia cuatro referéndum regionales, pero ilegales, para aprobar los estatutos autonómicos en los departamentos de Santa Cruz, el 4 de mayo; Beni y Pando, el 1 de junio; Tarija el 22 de junio, en estos departamentos los estatutos fueron aprobados; También se realizó otro nacional para ratificar o destituir al presidente y a los prefectos el 10 de agosto, resultando destituidos los prefectos de Cochabamba y La Paz, y ratificados el presidente y los prefectos de Beni, Chuquisaca, Oruro, Pando, Potosí, Santa Cruz y Tarija.
- En 2009 en Bolivia se realizó el referéndum aprobatorio, elaborada por la Asamblea Constituyente de Bolivia, creada en el año 2006.
- En 2009, en Venezuela se realizó el referéndum para aprobar la enmienda constitucional propuesta por el presidente de la República Hugo Chávez. Hugo Chávez ganó el referéndum para enmendar la Constitución y suprimir el número de mandatos para gobernar. Lo hizo por una ventaja de casi 10 puntos (54,36% frente a 45,63%).
- En 2011, el Referéndum sobre la independencia de Sudán del Sur de 2011, realizado entre el 9 y el 15 de enero de 2011, con lo cual el gobierno autónomo promulgó una constitución transitoria, efectiva desde el 9 de julio de 2011, fecha en que la independencia fue declarada oficialmente. Este referéndum establece el primer antecedente mundial de independencia a través del voto popular.
- En 2011 en Paraguay para decidir el derecho al voto de los paraguayos que viven en el extranjero.
- En 2015 en Ecuador para exigir derechos a los ecuatorianos.
- En 2016 en Reino Unido para desvincularse de la Unión Europea.
- En 2016 en Colombia para finalizar el conflicto con las Fuerzas Armadas Revolucionarias de Colombia.
- En 2017 en Venezuela la Asamblea Nacional facultada por el artículo 71 de la Constitución venezolana realiza un plebiscito[16] en respuesta a la crisis institucional sufrida en el país a causa de la ruptura del orden constitucional cometido por el Tribunal Supremo de Justicia y por la asamblea nacional constituyente convocada por el Presidente violando el artículo 347 Constitucional.
- En 2018 en Perú para intentar crear una estabilidad política y jurídica en medio de la crisis política el gobierno presionó para que se llevará a cabo un referéndum de reforma a la Constitución.[17]
- El referéndum de 2020 en Chile donde la ciudadanía voto sobre la posibilidad de redactar una nueva constitución, y conformar un órgano redactor constituyente que podía ser una «Convención Mixta Constitucional» o «Convención Constitucional».[18] Originalmente previsto para abril de 2020, el plebiscito se realizó en octubre de ese año, debido a la pandemia por el Covid 19.
- El referéndum de 2022 en Chile rechazó la propuesta constitucional emanada de la Convención Constitucional de 2022. Por lo tanto, se ratificó la Constitución vigente.

## Tabla de referendos
Suiza
| SUIZA        |               |                   |                             |      |
| Cantón.      | Hab. Año 1888 | Idioma.           | Forma de aprobar las leyes. | Año  |
| Uri          | 17 249        | Ger. e italiano.  | Landsgemeinde.              | 1291 |
| Schwyz       | 50 307        | Alemán.           | Obligado Árbitro.           | 1291 |
| Unterwald    |               | Alemán.           | Obligado Árbitro.           | 1291 |
| Obvaldo      | 15 041        | Alemán.           | Landsgemeinde.              | 1291 |
| Niwald       | 12,538        | Alemán.           | Landsgemeinde.              | 1291 |
| Alfalfa      | 135,36        | Alemán.           | Referencia opcional.        | 1332 |
| Zúrich       | 337 183       | Alemán.           | Obligado Árbitro.           | 1351 |
| Glaris       | 33 825        | Alemán.           | Landsgemeinde.              | 1352 |
| Zug          | 23 029        | Alemán.           | Referencia opcional.        | 1352 |
| Berna        | 536 679       | Ger. y francés.   | Obligado Árbitro.           | 1353 |
| Friburgo     | 119 155       | francés y alemán. | Legislatura.                | 1481 |
| Soleura      | 85 621        | Alemán.           | Obligado Árbitro.           | 1481 |
| Bala         |               | Alemán.           | Obligado Árbitro.           | 1501 |
| Ciudad       | 73 749        | Alemán.           | Referencia opcional.        | 1501 |
| País         | 61 941        | Alemán.           | Obligado Árbitro.           | 1501 |
| Schaffhausen | 37 783        | Alemán.           | Referencia opcional.        | 1501 |
| Apenzell     |               | Alemán.           | Referencia opcional.        | 1573 |
| Exterior     | 54 109        | Alemán.           | Landsgemeinde.              | 1573 |
| Interno      | 12 888        | Alemán.           | Landsgemeinde.              | 1573 |
| San Galo     | 228,16        | Alemán.           | Referencia opcional.        | 1803 |
| Grisones     | 94 810        | Ger., ital., rom. | obligado Árbitro.           | 1803 |
| Argovia      | 19 358        | Alemán.           | obligado Árbitro.           | 1803 |
| Turgovia     | 104 678       | Alemán.           | obligado Árbitro.           | 1803 |
| Tesino       | 126 751       | Italiano.         | Referencia opcional.        | 1803 |
| Vaud         | 247 655       | francés y alemán. | Referencia opcional.        | 1803 |
| Valais       | 101 985       | francés y alemán. | Ref. de finanzas            | 1814 |
| Neuchâtel    | 108 153       | Francés.          | Referencia opcional.        | 1814 |
| Ginebra      | 105 509       | Francés.          | Referencia opcional.        | 1814 |

Estados Unidos
| ESTADOS UNIDOS   |           |         |          |      |
| Estado           | Si        | No      | Estado   | Año  |
| Dakota del Sur   | 23 816    | 16 483  | Aprobado | 1898 |
| Utah             | 19 219    | 7,786   | Aprobado | 1900 |
| Oregón           | 62 024    | 5,688   | Aprobado | 1902 |
| Illinois         | 428 469   | 87 654  | Aprobado | 1902 |
| Misuri           | 115 741   | 169 281 | Fallido  | 1904 |
| Nevada           | 4,393     | 792     | Aprobado | 1905 |
| Montana          | 36 374    | 6,616   | Aprobado | 1906 |
| Delaware [4]     | 17 405    | 2,135   | Aprobado | 1906 |
| Oklahoma         | 180 333   | 73 059  | Aprobado | 1907 |
| Misuri           | 177 615   | 14 729  | Aprobado | 1908 |
| Maine            | 51 991    | 23 712  | Aprobado | 1908 |
| Míchigan         | 244 705   | 130 783 | Aprobado | 1908 |
| Illinois         | 443 505   | 127 751 | Aprobado | 1910 |
| Colorado         | 89 141    | 28 698  | Aprobado | 1910 |
| Arkansas         | 91 363    | 39,68   | Aprobado | 1910 |
| California       | 138 181   | 44,85   | Aprobado | 1911 |
| Arizona          | 12 534    | 3,92    | Aprobado | 1911 |
| Nuevo México     | 31 724    | 13 399  | Aprobado | 1911 |
| Nebraska         | 189,2     | 15 315  | Aprobado | 1912 |
| Idaho            | 38 918    | 15 195  | Aprobado | 1912 |
| Idaho            | 43 658    | 13,49   | Aprobado | 1912 |
| Nevada           | 9,956     | 1,027   | Aprobado | 1912 |
| Ohio             | 312 592   | 231 312 | Aprobado | 1912 |
| Washington       | 110,11    | 43 905  | Aprobado | 1912 |
| Wyoming          | 20 579    | 3,446   | Fallido  | 1912 |
| Misisipi         | 25 153    | 13 383  | Fallido  | 1912 |
| Míchigan         | 204 796   | 162 392 | Aprobado | 1913 |
| Míchigan         | 219 057   | 152 388 | Aprobado | 1913 |
| Misisipí         | 19 118    | 8,718   | Aprobado | 1914 |
| Dakota del Norte | 43 111    | 21 815  | Aprobado | 1914 |
| Dakota del Norte | 48 783    | 19 964  | Aprobado | 1914 |
| Minnesota        | 162 951   | 47 906  | Fallido  | 1914 |
| Wisconsin        | 84 934    | 148 536 | Fallido  | 1914 |
| Texas            | 62 371    | 66 785  | Fallido  | 1914 |
| Maryland         | 33,15     | 10 022  | Aprobado | 1915 |
| Minnesota        | 187 713   | 51 546  | Fallido  | 1916 |
| Massachusetts    | 170 646   | 162 103 | Aprobado | 1918 |
| Dakota del Norte | 47 447    | 32 598  | Aprobado | 1918 |
| Alaska           | 17 447    | 8,18    | Aprobado | 1956 |
| Florida          | 645 233   | 518,94  | Aprobado | 1968 |
| Wyoming          | 72 009    | 24 299  | Aprobado | 1968 |
| Illinois         | 1 122 425 | 838 168 | Aprobado | 1970 |
| Washington D. C. | 27 094    | 5,627   | Aprobado | 1977 |
| Minnesota        | 970 407   | 854 164 | Fallido  | 1980 |
| Rhode Island     | 129 309   | 139 294 | Fallido  | 1986 |
| Misisipí         | 592 536   | 251 276 | Aprobado | 1992 |
| Rhode Island     | 165 347   | 145 808 | Aprobado | 1996 |

Mundo
| MUNDO           |             |                                               |                                   |      |
| País            | Gobierno    | Contenido                                     | Utilidad                          | Año  |
| Francia         |             | Plebiscitos Napoleón Bonaparte                |                                   | 1800 |
| Canadá          |             | Alcohol Prohibition referendum                |                                   | 1898 |
| Australia       |             | Enmienda constitucional                       |                                   | 1900 |
| Islandia        |             | Alcohol Prohibition referendum                |                                   | 1908 |
| Islandia        |             | Community service referendum                  |                                   | 1916 |
| Islandia        |             | Sovereignty referendum                        |                                   | 1918 |
| Perú            | Dictadura   |                                               |                                   | 1919 |
| Luxemburgo      |             | Derecho a Referendos                          |                                   | 1919 |
| Grecia          |             | Abolición de la monarquía                     |                                   | 1920 |
| Bulgaria        |             | Juzgar criminales de guerra                   |                                   | 1922 |
| Suecia          |             | Alcohol Prohibition referendum                |                                   | 1922 |
| Letonia         |             | Derecho a Referendos                          |                                   | 1923 |
| Chile           | Democracia  | Constitucional                                | Aprobatorio                       | 1925 |
| Bolivia         | Dictadura   |                                               |                                   | 1931 |
| Finlandia       |             | Prohibición de alcohol                        |                                   | 1931 |
| Islandia        |             | Prohibition referendum                        |                                   | 1933 |
| Uruguay         | Democracia  | Derecho Constitucional                        | Sin práctica                      | 1934 |
| Irlanda         | Democracia  | Constitucional                                |                                   | 1937 |
| Irlanda         |             | Derecho a Referendos                          |                                   | 1937 |
| Uruguay         | Dictadura   |                                               |                                   | 1942 |
| Canadá          |             | Reclutamiento para la guerra                  |                                   | 1942 |
| Islandia        |             | Constitutional referendum                     |                                   | 1944 |
| Bulgaria        |             | Monarquía o República                         |                                   | 1946 |
| Italia          |             | Derecho a Referendos                          |                                   | 1946 |
| Alemania        |             | Baden-Württemberg                             | Aceptado                          | 1951 |
| Dinamarca       |             | Derecho a referendos                          |                                   | 1953 |
| Alemania        |             | Saar Referendum                               |                                   | 1955 |
| Francia         |             | Derecho a referendos                          |                                   | 1958 |
| Venezuela       | Democracia  | Derecho a Referendos                          | Sin práctica                      | 1961 |
| Singapur        |             | Adeshión a Malasia                            |                                   | 1962 |
| Brasil          | Autoritario | Parlamentario o Presidencialismo              |                                   | 1963 |
| Malta           |             | Derecho a Referendos                          |                                   | 1964 |
| Uruguay         | Democracia  | Derecho Constitucional                        | Sin práctica                      | 1967 |
| Puerto Rico     |             | Independencia                                 |                                   | 1967 |
| Grecia          |             | Referendo constitucional                      |                                   | 1968 |
| Bulgaria        |             | Constitución                                  |                                   | 1971 |
| Reino Unido     |             | Pequeño grupo de votantes                     |                                   | 1972 |
| Reino Unido     |             | Plebiscitos                                   |                                   | 1973 |
| Suecia          |             | Derecho a referendos                          |                                   | 1974 |
| Reino Unido     |             | Entrada a la Unión Europea                    |                                   | 1975 |
| España          |             | Democracia                                    |                                   | 1976 |
| Austria         |             | Energía nuclear                               |                                   | 1978 |
| Irán            |             | Referendo consultivo                          | República Islámica                | 1979 |
| Chile           | Dictadura   | Constitucional                                | Aprobatorio                       | 1980 |
| Quebec          | Democracia  | Independencia                                 |                                   | 1980 |
| Argentina       | Democracia  |                                               |                                   | 1984 |
| Indonesia       |             | Consulta                                      |                                   | 1985 |
| España          | Democracia  | Permanencia en la OTAN                        | Aprobatorio                       | 1986 |
| España          |             | Constitución                                  |                                   | 1986 |
| Philipinas      |             | Derecho a Referendos                          | Reforma Constitucional            | 1987 |
| Chile           | Dictadura   | Continuidad del cargo                         | Aprobatorio                       | 1988 |
| Chile           | Democracia  | Reforma Constitucional                        | Aprobatorio                       | 1989 |
| Irán            |             | Derecho a Referendos                          |                                   | 1989 |
| Hungría         |             | Derecho a Referendos                          |                                   | 1989 |
| Uruguay         |             | Amnistía a militares                          |                                   | 1989 |
| Uruguay         |             | Incrementar las pensiones                     |                                   | 1989 |
| Eslovenia       |             | Independencia                                 |                                   | 1990 |
| Colombia        | Democracia  | Derecho a Referendos                          | Sin práctica                      | 1991 |
| Bangladés       |             | Constitucional                                |                                   | 1991 |
| Estonia         |             | Independencia                                 |                                   | 1991 |
| Lituania        |             | Derecho a Referendos                          |                                   | 1991 |
| Rumania         |             | Referendo Constitucional                      |                                   | 1991 |
| Canadá          | Democracia  | Acuerdo Chalottetown                          | Aprobatorio                       | 1992 |
| Estonia         |             | Derecho a referendos                          |                                   | 1992 |
| Uruguay         |             | Privatización de utilidades públicas          |                                   | 1992 |
| Perú            | Democracia  | Derecho a Referendos                          |                                   | 1993 |
| Eritrea         |             | Independencia                                 |                                   | 1993 |
| Rusia           |             | Derecho a Referendos                          |                                   | 1993 |
| Brasil          |             | Parlamentario o Presidencialismo              |                                   | 1993 |
| Puerto Rico     |             | Independencia                                 |                                   | 1993 |
| Nueva Zelandia  |             | Derecho a Referendos                          |                                   | 1993 |
| Finlandia       |             | Entrada a la Unión Europea                    |                                   | 1994 |
| Alemania        |             | Berlin-Brandenburg                            | Rechazado                         | 1996 |
| Polonia         |             | Derecho a Referendos                          |                                   | 1997 |
| Noruega         |             | Entrada a la Unión Europea                    |                                   | 1998 |
| Portugal        |             | Referendo por iniciativa presidencial         |                                   | 1998 |
| Puerto Rico     |             | Independencia                                 |                                   | 1998 |
| Venezuela       | Democracia  | Derecho a Referendos                          | Sin práctica                      | 1999 |
| Timor Oriental  |             | Independencia                                 |                                   | 1999 |
| Croacia         |             | Derecho a referendos                          |                                   | 2001 |
| Pakistán        |             | Continuidad del cargo                         |                                   | 2002 |
| México          | Democracia  | Continuidad del cargo                         | Aprobatorio                       | 2003 |
| Taiwán          |             | Ley sobre referendos                          |                                   | 2003 |
| República Checa |             | Entrada a la Unión Europea                    |                                   | 2003 |
| Estonia         |             | Entrada a la Unión Europea                    |                                   | 2003 |
| Venezuela       | Democracia  | Revocatorio Presidencial                      | Negada                            | 2004 |
| Europa          | Democracia  | Constitucional                                | Aprobatorio                       | 2004 |
| Chipre          |             | Unificar la isla                              |                                   | 2004 |
| Reino Unido     |             | Constitución de la Unión Europea              |                                   | 2004 |
| Uruguay         |             | Estatización del agua                         |                                   | 2004 |
| Kenia           |             | Referendo consultivo                          |                                   | 2005 |
| Brasil          |             | Prohibición de portar armas                   |                                   | 2005 |
| Panamá          | Democracia  | Ampliación del canal                          | Aprobatorio                       | 2006 |
| Bolivia         | Democracia  | Referendo                                     | Asamblea Nacional Constituyente   | 2006 |
| Serbia          |             | Derecho a Referendos                          |                                   | 2006 |
| Costa Rica      | Democracia  | Tratado CAFT-RD                               | Aprobatorio                       | 2007 |
| Venezuela       | Democracia  | Constitución Socialista                       | Negada                            | 2007 |
| Rumania         |             | Sistema de votación                           |                                   | 2007 |
| Ecuador         | Democracia  | Reforma Constitucional                        | Asamblea Nacional Constituyente   | 2008 |
| Bolivia         | Democracia  | Referendo regionales                          | Ilegales                          | 2008 |
| Bolivia         | Democracia  | Referendo aprobatorio                         | Constituyente                     | 2008 |
| Tailandia       |             | Continuidad del gobierno                      |                                   | 2008 |
| Venezuela       | Autoritario | Reelección Indefinida                         | Aprobada                          | 2009 |
| Rumania         |             | Referendo parlamentario                       |                                   | 2009 |
| Hong Kong       |             | Constitucional                                |                                   | 2010 |
| Islandia        |             | Loan guarantees referendum                    |                                   | 2010 |
| Sudán           | Democracia  | Referendo aprobatorio                         | Independencia                     | 2011 |
| Paraguay        | Democracia  | Referendo aprobatorio                         | Voto extranjeros                  | 2011 |
| Egipto          |             | Constitucional                                | Constituyente                     | 2011 |
| Marruecos       |             | Constitucional                                |                                   | 2011 |
| Islandia        |             | Loan guarantees referendum                    |                                   | 2011 |
| Islandia        |             | Icelandic constitution non-binding referendum |                                   | 2011 |
| Reino Unido     |             | Voto alternativo                              |                                   | 2011 |
| Puerto Rico     |             | Independencia                                 |                                   | 2012 |
| Austria         |             |                                               |                                   | 2013 |
| Bulgaria        |             | Energía nuclear                               |                                   | 2013 |
| Ucrania         |             | Adhesión a Crimea                             |                                   | 2014 |
| Reino Unido     |             | Independencia de Escocia                      |                                   | 2014 |
| México          |             | Consulta parlamentaria                        |                                   | 2014 |
| Ecuador         | Democracia  | Referendo aprobatorio                         | Derechos                          | 2015 |
| Moldavia        |             | Derecho a Referendos                          |                                   | 2015 |
| Eslovenia       |             | Matrimonio homosexual                         |                                   | 2015 |
| Reino Unido     | Democracia  | Referendo consultivo                          | Desvincularse de la Unión Europea | 2016 |
| Colombia        | Democracia  | Referendo consultivo                          | Grupos beligerantes en partidos   | 2016 |
| Bulgaria        |             | Elecciones presidenciales                     |                                   | 2016 |
| Venezuela       | Autoritario | Constitucional                                | Asamblea Nacional Constituyente   | 2017 |
| Perú            | Democracia  | Constitucional                                | Asamblea Nacional Constituyente   | 2018 |
| Chile           | Democracia  | Constitucional                                | Asamblea Nacional Constituyente   | 2020 |
| Chile           | Democracia  | Constitución indigenista                      | Denegada                          | 2022 |